# مايك كيف
مايك كيف (بالإنجليزية: Mike Keefe)‏ هو صحفي أمريكي، ولد في 6 نوفمبر 1946.